# Star of Texas
Star of Texas è un film del 1953 diretto da Thomas Carr.
È un western statunitense ambientato in Texas nel 1879 con Wayne Morris, Paul Fix e Frank Ferguson.

## Produzione
Il film, diretto da Thomas Carr su una sceneggiatura di Daniel B. Ullman, fu prodotto da Vincent M. Fennelly per la Westwood Productions e girato dall'ottobre 1952.

## Distribuzione
Il film fu distribuito negli Stati Uniti dall'11 gennaio 1953 al cinema dalla Allied Artists Pictures.
Altre distribuzioni:
- in Austria (Sie ritten in der Nacht)
- in Brasile (Enredo Sinistro)

## Promozione
La tagline è: Jail-break raiders terrorize texas!.